# Димитър Гълъбов
Димитър (Мицо) Гълъбов е български революционер, деец на Вътрешната македоно-одринска революционна организация (ВМОРО), учител.

## Биография
Гълъбов е роден в 1871 или 1872 година в град Кукуш, тогава в Османската империя, днес Килкис, Гърция. По професия е учител. Влиза във ВМОРО и в 1901 година става член на околийския революционен комитет в Кукуш. За революционната си дейност през учебната 1902/1903 година е задържан заедно с учителите Иван Икономов и Гоце Вангелов. След това продължава да работи като учител.
През 1907 година властите го арестуват, но е освободен поради липса на доказателства.
С жена си Катерина имат две деца: Любица и Петър. Никола Гълъбов е негов брат.
Димитър Гълъбов умира от туберкулоза в началото на 1908 година.